# Maksim Munzuk
Maksim Mongużukowicz Munzuk, ros. Максим Монгужукович Мунзук (ur. 2 maja 1910 lub 15 września 1912, zm. 28 lipca 1999) – rosyjski aktor pochodzący z Republiki Tuwy, jeden z fundatorów Teatru Narodowego. Znany w świecie dzięki tytułowej roli w filmie Akiry Kurosawy pt. "Dersu Uzała".
Był aktorem, reżyserem, pieśniarzem, kolekcjonerem muzycznego folkloru, kompozytorem i nauczycielem. Zagrał wiele ról o różnym charakterze i reżyserował w muzyczno-dramatycznym teatrze Tuwy.